# Stanisław Kapuściński
Stanisław Leopold Kapuściński (ur. 14 listopada 1890 w Warszawie, zm. 12 maja 1952 w Łodzi) – polski dermatolog, profesor Akademii Medycznej w Łodzi, działacz niepodległościowy, pułkownik czasu wojny.

## Życiorys
Po wydaleniu w 1905 roku z V Gimnazjum Państwowego w Warszawie za udział w strajku szkolnym uzyskał maturę w 1909 roku w Gimnazjum Pawła Chrzanowskiego. W latach 1909–1914 studiował medycynę na Wydziale Lekarskim Uniwersytetu Jagiellońskiego, uzyskał absolutorium, jednak wybuch I wojny światowej uniemożliwił mu uzyskanie dyplomu lekarza. W czasie studiów działał w Związku Młodzieży Postępowo-Niepodległościowej „Filarecja” i w Związku Strzeleckim. W 1915 roku uzyskał dyplom lekarski na uniwersytecie w Dorpacie.
W 1915 roku został osadzony na Pawiaku za agitację przeciw mobilizacji, w tymże roku został wywieziony do Piotrogrodu, jednak został wkrótce zwolniony. W latach 1916–1918 pracował jako lekarz na Białorusi, wrócił do Warszawy w lecie 1918 roku i został asystentem w szpitalu chorób zakaźnych na Pradze. W okresie od marca 1918 do marca 1922 roku służył jako lekarz w Wojsku Polskim.
Po wojnie pracował do 1931 roku w Klinice Dermatologicznej Uniwersytetu Warszawskiego, jako asystent, następnie starszy asystent. Doktoryzował się w 1929 roku, w 1930 roku uzyskał habilitację. W 1931 otrzymał, w rezultacie wygrania konkursu, stanowisko ordynatora oddziału skórno-wenerycznego Szpitala św. Łazarza w Warszawie, na którym pracował do 24 sierpnia 1939 roku.
Pracując zawodowo, czynnie pracował społecznie. Był prezesem warszawskiego oddziału Polskiego Towarzystwa Dermatologicznego, członkiem zarządu głównego PTD. Był bratem zetowym i członkiem Związku Patriotycznego. Jako przedstawiciel Warszawsko-Białostockiej Izby Lekarskiej został wybrany do składu Naczelnej Izby Lekarskiej V kadencji 1935–1939.
Przed II wojną światową został powołany do służby wojskowej. W randze kapitana-lekarza przeszedł kampanię wrześniową. W czasie okupacji, od listopada 1939 roku, pracując w Szpitalu św. Łazarza, organizował walkę podziemną i tajne nauczanie. W latach 1940–1942 był członkiem Komitetu Centralnego Związku Syndykalistów Polskich. 15 sierpnia 1941 roku został awansowany do stopnia podpułkownika, a 15 sierpnia 1942 roku – do stopnia pułkownika czasu wojny. 11 listopada 1942 roku został aresztowany przez Gestapo i osadzony na Pawiaku, skąd po 9 miesiącach wywieziono go do obozu w Oświęcimiu, gdzie przebywał do stycznia 1945 roku, czyli momentu uwolnienia obozu.
Po wojnie został dyrektorem Szpitala Ubezpieczalni Społecznej w Krakowie, a od listopada 1945 roku objął katedrę dermatologii na uniwersytecie w Łodzi (później Akademii Medycznej w Łodzi). Został prezesem Polskiego Towarzystwa Dermatologicznego, był też członkiem ZBoWiD.
Był autorem 17 prac naukowych z zakresu chorób skórnych i wenerycznych.

## Odznaczenia
- Krzyż Kawalerski Orderu Odrodzenia Polski
- Krzyż Walecznych
- Złoty Krzyż Zasługi
- Medal Niepodległości[a]

## Życie prywatne
Stanisław Leopold Kapuściński był synem Anzelma, mistrza kowalskiego, i Marii z Kułakowskich. Był bratem Stefana. Ożenił się 2 sierpnia 1925 roku z Marią Pietraszewską (1898–1987), z którą miał troje dzieci: Hannę (1926–1944), która została zamordowana przez Niemców w szpitalu powstańczym w czasie powstania warszawskiego, Wandę (1928–1997), również uczestniczkę powstania, dr medycyny, anatomo-patologa i pediatrę, oraz Jana (1936–2002), dr. chemii. W okresie międzywojennym mieszkali w Warszawie przy ulicy księdza Skorupki 10.